# Podranea ricolasiana
Podranea ricolasiana là một loài thực vật có hoa trong họ Chùm ớt. Loài này được Sprague miêu tả khoa học đầu tiên năm 1904.